# Морозник восточный

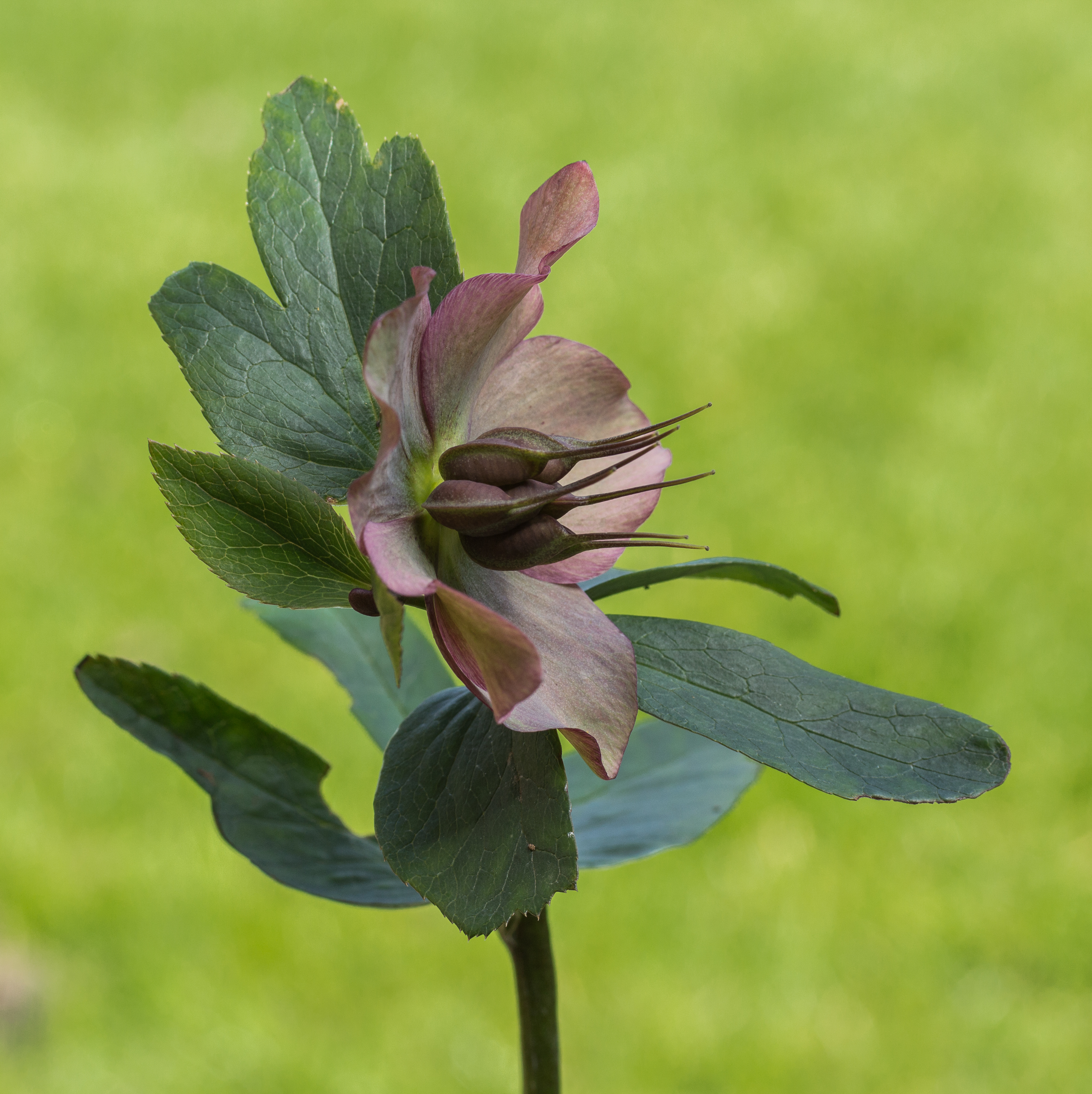
H. orientalis с набухшими стручками семян, Нидерланды

Моро́зник восточный (лат. Helléborus orientalis) — вид многолетних двудольных цветковых растений, включённый в род Морозник (Helleborus) семейства Лютиковые (Ranunculaceae) родом из Греции и Турции. Жан-Батист Ламарк описал этот вид в 1789 году, дав ему нынешнее название Helleborus orientalis (фр. Hellébore du Levant). Название вида происходит от orientalis в переводе с лат. — «восток». 
В пределах рода Helleborus он был классифицирован в разделе Helleborastrum и тесно связан с другими восемью видами в этой секции. Эти виды очень изменчивы и свободно гибридизуются друг с другом.
Морозник восточный растет как многолетнее травянистое растение, достигая 30–45 сантиметров в высоту, с глянцевыми зелеными пальматовыми листьями, состоящими из 7–9 листочков с зазубренными краями листьев. Кожистые по текстуре, листья вечнозеленые. Цветки в форме чашечек появляются в конце зимы и весной, появляются группами по 1–4 на концах толстых стеблей, поднимающихся над листвой. У них есть желтые тычинки. Все части растения ядовиты.
При выращивании морозник восточный подходит для затененных или частично затененных участков в саду, в почве, богатой перегноем. Культивируемые сорта имеют широкий спектр цветов. Немецкие садоводы начали разводить H. orientalis в середине 19-го века, дополненного новым материалом с Кавказа через Санкт-Петербургский ботанический сад. Новые сорта были вскоре введены в Соединенное Королевство. Интерес достиг пика в конце 19-го века, но род потерял популярность к 1920-м годам. Морозник восточный был восстановлен в садоводстве в 1960-х годах Хелен Баллард, которая вырастила много новых сортов. Культивируемые сорта могут иметь белые, зеленые, розовые или бордовые и пурпурные или пятнистые цветы.